# Taiwanaphis pseudocaudata
Taiwanaphis pseudocaudata är en insektsart. Taiwanaphis pseudocaudata ingår i släktet Taiwanaphis och familjen långrörsbladlöss. Inga underarter finns listade i Catalogue of Life.